# جامع القاضي يحيى زين الدين
جامع القاضي يحيى بناه الأمير الأمير زين الدين يحيى بن عبد الرازق الزينى القبطى الظاهرى الاستادار المعروف بالأشقر سنة 848هـ/1444م في أيام السلطان جقمق وملحق به سبيل وكتاب. عرف الجامع باسم جامع الشيخ فرج نسبة الى الشيخ فرج السطوحي المدفون به، وكان متهدما، وقام على تجديده ناظره المعلم سيد ابو غريب المهندس، وأكمله أولاده بعد موته أواخر القرن التاسع عشر. والجامع كائن حاليا عند تقاطع شارعي الأزهر وبور سعيد بالقرب من باب الخلق.

## التصميم
تخطيط الجامع على طراز المدارس المملوكية، يتألف من صحن مغطى تحيط به أربعة ايوانات بشكل متعامد. إيوان القبله أكبر الأيوانات الأربعة بصدره محراب من الحجر يجاوره منبر من الخشب بزخارف مطعمة. في الطرف الشمالي من الواجهة الشرقية مئذنة من ثلاث دورات. ويوجد الباب الرئيسي للجامع في واجهته الشمالية. يوجد بالجامع ضريح لأحد أولياء الله الصالحين هو الشيخ فرج السطوحي. كما يوجد عند الباب القبلي الشرقي للصحن مدفن مؤسس الجامع.